# Voie d'action
Ne doit pas être confondu avec voie d'exception.
La voie d'action est un recours au cours duquel une des parties demande l'annulation par la juridiction d'un acte unilatéral ou d'un contrat. 

## Concept
La voie d'action soulève la constitutionnalité d'une loi entre le moment où la loi est votée et le moment de sa promulgation. Il s'agit donc d'une saisine a priori, avant son entrée en effet dans l'ordre juridique national.
Elle se distingue de la voie d'exception par laquelle la nullité ou l'invalidité de l'acte n'est soulevée qu'à titre incident. La question prioritaire de constitutionnalité est par exemple une voie d'exception : la constitutionnalité d'une loi est soulevée à l'occasion d'une procédure judiciaire.